# Стужица (Могилёвская область)
Сту́жица (бел. Стужыца) — деревня в составе Подгорьевского сельсовета Могилёвского района Могилёвской области Белоруссии.

## Население
- 1999 год — 77 человек
- 2010 год — 29 человек